# Mack Swain
Mack Swain vlastním jménem Moroni Swain (16. února 1876 Salt Lake City – 25. srpna 1935 Tacoma) byl americký filmový a divadelní herec. Proslavila ho zejména dlouholetá spolupráce s Charlie Chaplinem.

## Život a kariéra
Narodil se 16. února 1876 v Salt Lake City v americkém státě Utah. Od útlého věku projevoval zájem o divadlo a umění vůbec. V patnácti letech utekl z domova se souborem potulných muzikantů. S nimi odehrál pouze jedno představení, poté ho matka přivedla zpět. Následovala prudká výměna názorů, po které se však mladému Mackovi podařilo rodiče přesvědčit o svém opravdové zájmu o uměleckou produkci. Od té doby veškeré jeho snažení směřovalo k divadlu a později i k filmu.
Na počátku 20. století provozoval vlastní divadelní společnost, se kterou působil na západě a středozápadě Spojených států.
Začátek působení ve filmu se nesl ve spolupráci s režisérem a producentem Mackem Sennettem. S hercem Chesterem Conklinem vytvořili komickou dvojici a objevili se v několika filmech, z nichž největšího úspěchu dosáhly komedie The Battle of Ambrose and Walrus a Love, Speed and Thrills, obě z roku 1915. Kromě těchto komedií si oba zahráli, ať už zvlášť nebo společně, v dalších 26 filmech po boku hvězd jako byli Mabel Normandová, Charlie Chaplin a Roscoe Arbuckle.
Po sedmileté odmlce mu na počátku 20. let poskytl Charlie Chaplin příležitost oživit poněkud uvadající hereckou kariéru. Obsadil ho do filmů Zahaleči, Vejplata a Poutník. Nejvýznamnější rolí z tohoto období a nejspíš i celé herecké kariéry Macka Swaina bylo ztvárnění věčně hladového zlatokopa Big Jima ve snímku Zlaté opojení z roku 1925.

## Výběr z herecké filmografie
- Chaplin šťastným otcem (1914)
- Chaplin v pravěku (1914)
- Chaplin stěhuje piáno (1914)
- Chaplin na automobilových závodech (1914)
- Chaplin manželkou (1914)
- Chaplin pod pantoflem (1914)
- Chaplin honí dolary (1914)
- Chaplin a náměsíčnice (1914)
- Zahaleči (1921)
- Vejplata (1922)
- Poutník (1923)
- Zlaté opojení (1925)
- Moderní Carmen (1926)
- Polévka pro blázny (1930)